# Aa microtidis
Aa microtidis är en orkidéart som beskrevs av Rudolf Schlechter. Aa microtidis ingår i släktet Aa och familjen orkidéer.
Artens utbredningsområde är Bolivia. Inga underarter finns listade i Catalogue of Life.